# Macropsychanthus schimpffii
Macropsychanthus schimpffii é uma espécie vegetal da família Fabaceae.
Apenas pode ser encontrada no Equador.
Os seus habitats naturais são: florestas subtropicais ou tropicais húmidas de baixa altitude.